# Murphy törvénye (film)
A Murphy törvénye (eredeti cím: Murphy's Law) 1986-ban bemutatott amerikai bűnügyi thrillerfilm J. Lee Thompson rendezésében. A főbb szerepekben Charles Bronson és Kathleen Wilhoite látható.
Az Amerikai Egyesült Államokban 1986. április 18-án bemutatott film kedvezőtlen kritikákat kapott.

## Cselekmény
Jack Murphy, a Los Angeles-i Rendőrség antiszociális nyomozója. Felesége elhagyta, és egy sztriptízbárban dolgozik mint táncosnő, ahol Murphy gyakran meglátogatja. Murphy a valóság elől az italhoz menekül, bár tudja, hogy az sehova sem vezet.
Egy szabadlábra helyezett őrült, Joan Freeman elkezdi gyilkolni azokat, akik tíz évvel ezelőtt bolondokházába juttatták. A gyilkosságokat úgy állítja be, hogy Murphyre terelődjön a gyanú. Az első áldozat a volt feleség, akit Murphy kocsijából, Murphy fegyverével lőnek le (közben Murphy öntudatlan állapotban van, mert a gyilkos fejbe vágta).
A rendőrség elfogja Murphyt és vizsgálati fogságba helyezik. Azzal az autótolvaj lánnyal, Arabella McGee-vel bilincselik össze, aki az ő kocsiját is feltörte. Nemsokára Murphy megszerzi a szabaduláshoz szükséges kulcsot, így együtt kénytelenek menekülni és elkapni az igazi gyilkost.
A felderítést nehezíti, hogy mivel Murphy még korábban lelőtte a repülőtéren a maffiafőnök öccsét, ezért a maffia is a nyomában van.

## Szereplők
| Szerep              | Színész            | Magyar hang      | Magyar hang        |
| Szerep              | Színész            | 1. szinkron      | 2. szinkron        |
| ------------------- | ------------------ | ---------------- | ------------------ |
| Jack Murphy nyomozó | Charles Bronson    | Szersén Gyula    | Vass Gábor         |
| Arabella McGee      | Kathleen Wilhoite  | Hegyi Barbara    | Szénási Kata       |
| Joan Freeman        | Carrie Snodgress   | Szabó Éva        | Menszátor Magdolna |
| Art Penney nyomozó  | Robert F. Lyons    | Izsóf Vilmos     | Csankó Zoltán      |
| Frank Vincenzo      | Richard Romanus    | Ujlaki Dénes     | Cs. Németh Lajos   |
| Jan Murphy          | Angel Tompkins     | Prókai Annamária | Zakariás Éva       |
| Ben Wilcove         | Bill Henderson     | Papp János       | Varga Tamás        |
| Ed Reineke őrmester | James Luisi        | Kránitz Lajos    | Papp János         |
| Nachman hadnagy     | Clifford A. Pellow | Kristóf Tibor    |                    |
| Dr. Lovell          | Janet MacLachlan   | Zsolnai Júlia    | Zsolnai Júlia      |
| Cameron             | Lawrence Tierney   | Farkas Antal     | Makay Sándor       |
| Carl                | Joseph Roman       |                  |                    |
| Old Man             | Don Brodie         |                  |                    |

## Érdekességek
- A filmben, amikor Murphy szól a maffiafőnöknek, hogy a testvére ellen elfogatóparancs van érvényben, és legjobb lenne, ha jelentkezne a rendőrségen, a maffiafőnök idézi Murphy-nek, hogy Murphy törvénye szerint „ami elromolhat, az el is romlik”, ő például változatos módon balesetet szenvedhet. Murphy erre megjegyzi, hogy ő csak egy Murphy törvényt ismer: „Ne kezdj ki Jack Murphyvel”.
- A végefőcím dalt Kathleen Wilhoite énekli

## Fordítás
- Ez a szócikk részben vagy egészben  a   Murphy's Law (film) című angol Wikipédia-szócikk fordításán alapul.  Az eredeti cikk szerkesztőit annak laptörténete sorolja fel. Ez a jelzés csupán a megfogalmazás eredetét és a szerzői jogokat jelzi, nem szolgál a cikkben szereplő információk forrásmegjelöléseként.